# نووبشیروو
نووبشیروو (انگلیسی: Novobashirovo) یک شهرک در شهرستان چکماگوشفسکی استان باشقیرستان کشور روسیه است.